# Sophus Jacobsen

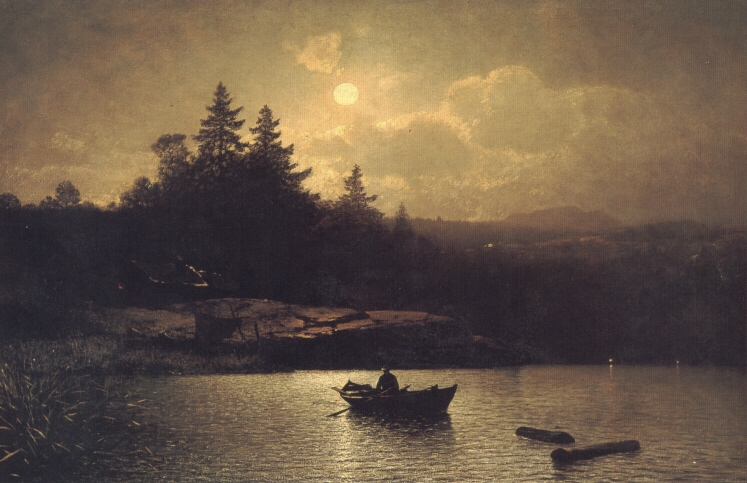
Fiske i månsken.

Sophus Jacobsen, född den 7 september 1833 i Fredrikshald, död den 13 maj 1912, var en norsk målare.
Jacobsen blev 1853 Hans Gudes elev i Düsseldorf och levde sedan där i resten av sitt liv. Han hämtade ofta motiv till sina fjord- och fjällandskap från hemlandet. På Nasjonalgalleriet i Oslo finns Tysk skoginteriør och Bondegård i Eifel.